# Mystici Corporis Christi
Mystici Corporis Christi è la quarta enciclica pubblicata da papa Pio XII il 29 giugno 1943.

## Contenuto
- Introduzione
- I. Origine della dottrina
- II. Unione nostra con Cristo nel Corpo della Chiesa
- III. Possibili errori
- Conclusione